# 奧斯特羅維
51°26′21″N 28°29′30″E / 51.43917°N 28.49167°E
奧斯特羅維（烏克蘭語：Острови），是烏克蘭北部的村莊，隸屬日托米爾州的科羅斯滕區。該村始建於1463年，面積0.58平方公里，海拔高度170米，2001年人口116，人口密度每平方公里200人。